# エルノ・ローザ
エルノ・ローザ（Ernoe Rozsa、1970年 - ）は、ルーマニアのトランシルヴァニア地方トゥルグ・ムレシュで生まれ、ドイツで育ったハンガリー人のヴァイオリニストである。
イェフディ・メニューインやゲオルク・ショルティ、小澤征爾、ルッジェーロ・リッチ、エルネスト・ローザ、ティボール・ヴァルガ、ローサ・ファイン、 ミンチョ・ミンチェフ、ジェルジ・パウク等の推薦・指導を受け、彼らのもとで数々のソロ演奏者として出演。ドイツのラジオ放送への出演、レコーディングも多くこなしながら、ヨーロッパ各地でのコンサートを展開している。

## 経歴
フィルハーモニア・フンガリカでコンサートマスターを務めた父を持ち、3歳でヴァイオリンを始める。1983年から1985年まで、スイスやドイツでルッジェーロ・リッチに師事。1984年、ケルンの西ドイツ放送局（現WDR3）にてクライスラー、サラサーテなどの作品をシリーズで収録。1986年から1993年まで、ゲオルク・ショルティに芸術的才能を認知され、自宅に招かれ、定期的な個人レッスンや奨学金を受ける。1986年、小澤征爾にソロ演奏を披露し、評価を得て、推薦を受ける。
1987年、ラインベックやシルトでシュレースヴィヒ＝ホルシュタイン音楽祭で3度のソロ・コンサートを開く。1989年、ボルムスやマインルートビッヒハーフェン、フランクフルトでイェフディ・メニューインの招待を受け、その指揮のもとモーツァルトのヴァイオリン協奏曲第3番をソリストとして演奏、ラインラント＝プファルツ州立フィルハーモニー管弦楽団と共演。
1990年、チェコで、マックス・フォン・シリングスのヴァイオリン協奏曲をアルフレッド・ワルター指揮によるスロヴァキア国立コシツェ・フィルハーモニー管弦楽団と共演、マルコ・ポーロよりCDが発売される。1993年に、この演奏がロンドンTop10リスト8位にランクインし、英国クラシック誌に掲載される。1999年、NAXOSより、ミヒャエル・ディートリッヒ指揮によるスロヴァキア放送交響楽団との録音でニコロ・パガニーニのヴァイオリン協奏曲第3番と第4番のCDが発売され、この演奏が、パガニーニのスペシャリストであるサルヴァトーレ・アッカルドを超える逸材として「Classics Today」にて紹介される。2001年、NAXOSより発売した上記CDがNAXOSCDオブ・ザ・イヤーに選ばれる。
2003年、英国ロイヤル・リヴァプール・フィルハーモニー管弦楽団にゲスト・コンサートマスターとして招かれる。2005年、佐渡裕が芸術監督を務める兵庫芸術文化センター管弦楽団の正団員として来日し、コンサートマスターを務める。2006年、中国マカオ交響楽団にゲスト・コンサートマスターとして招聘。2009年と2010年、オビディウ・バラン指揮によるルーマニア・トゥルグ・ムレシュ・フィルハーモニー管弦楽団との共演でニコロ・パガニーニのヴァイオリン協奏曲第3番と第4番を演奏する。
2011年以降、日本各地で演奏活動展開し、アンサンブル・ピアーチェとともにチャリティ・コンサートも多数企画する。2013年と2014年、ルーマニアでコンサート・ツアーを開催し、ルーマニアのラジオ放送にも出演した。

## 作品
- ドボルザーク：ヴァイオリン協奏曲イ短調（ルーマニア・エレクトレコード社）
- マックス・フォン・シリングス：ヴァイオリン協奏曲（スロヴァキア国立コシツェ・フィルハーモニー管弦楽団）
- パガニーニ：ヴァイオリン協奏曲第3番・第4番（スロヴァキア放送交響楽団）
- THE ODYSSEY
- THE ODYSSEY II
- THE ODYSSEY III
- THE ODYSSEY IV